# Acanthixalus spinosus
Acanthixalus spinosus е вид земноводно от семейство Hyperoliidae.

## Разпространение
Видът е разпространен в Габон, Демократична република Конго, Камерун и Нигерия.